# Maison des Têtes noires de Riga
Pour les articles homonymes, voir Maison des Têtes Noires.
La maison des Têtes noires  (Melngalvju nams en letton, Schwarzhäupterhaus en allemand) est une célèbre maison médiévale située à Riga, capitale de la Lettonie.

## Historique
Le bâtiment original qui date de 1344, érigé sur la place faisant face à l'hôtel de ville, devint en 1477 une résidence provisoire pour les marchands célibataires de passage à Riga regroupés au sein de la puissante confrérie dite des « Têtes noires » (baptisée ainsi parce qu'elle avait une tête d'africain pour emblème, celle-ci faisant probablement référence aux origines nubiennes de Saint Maurice qui était le saint patron de la guilde).
Remaniée plusieurs fois au cours des siècles, la façade a été reconstruite à la fin du XVIe siècle en briques et en pierres, dans le style de la Renaissance tardive flamande et néerlandaise (maniérisme du Nord) avec des pignons ornés de volutes et d'obélisques. Ce style s'était répandu et était devenu dominant dans toutes les anciennes villes hanséatiques de culture allemande des régions bordant la mer Baltique, dans la seconde moitié du XVIe et le début du XVIIe siècle, tout comme à Gdansk. 
Elle fut néanmoins totalement détruite le 28 juin 1941 lors d'un bombardement allemand durant la Seconde Guerre mondiale. La paix revenue, les autorités soviétiques dynamitèrent les ruines restantes du monument en 1948 et les remplacèrent par un jardin, les sculptures ornant la façade étant entreposées dans les musées de la ville. Ce n'est qu'en 1995 que l'on décida la reconstruction à l'identique de l'édifice d'après des gravures et des plans. Celle-ci fut achevée en 1999.
Outre un restaurant, le lieu abrite aujourd'hui l'office du tourisme, une boutique, ainsi qu'un musée historique.
Depuis 2012, la maison des Têtes noires est devenue la résidence officielle du président de la république de Lettonie.

## Galerie

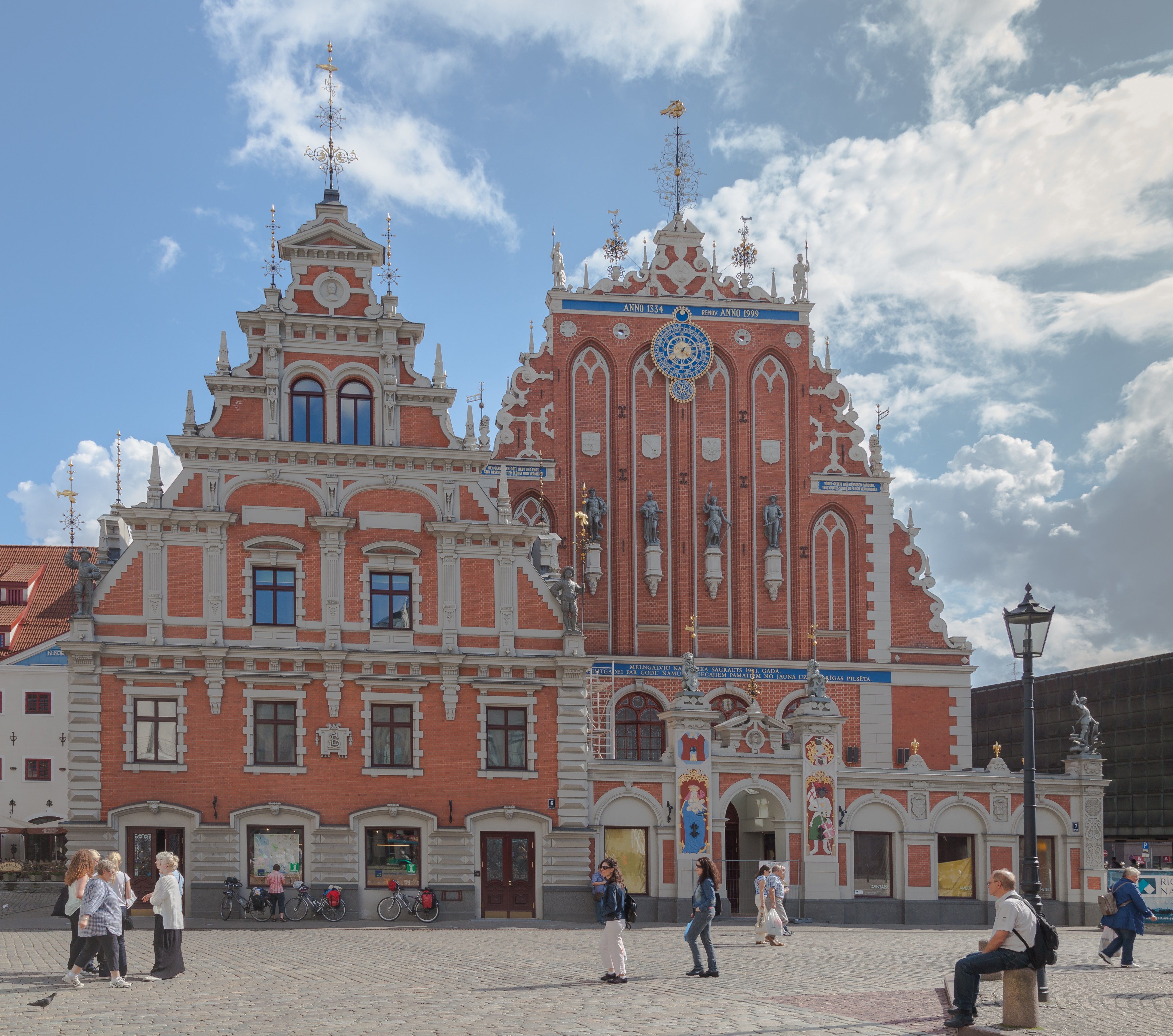
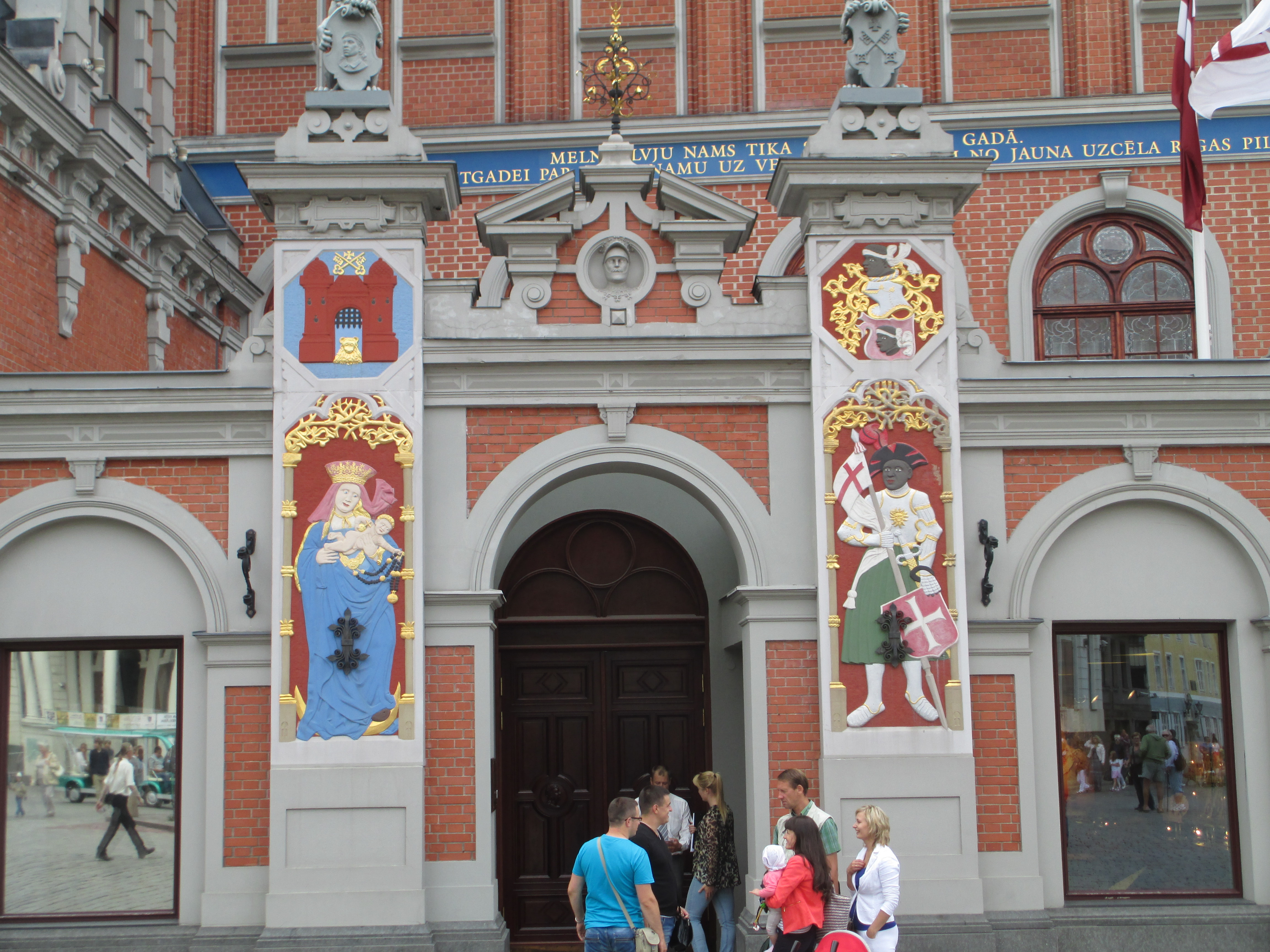
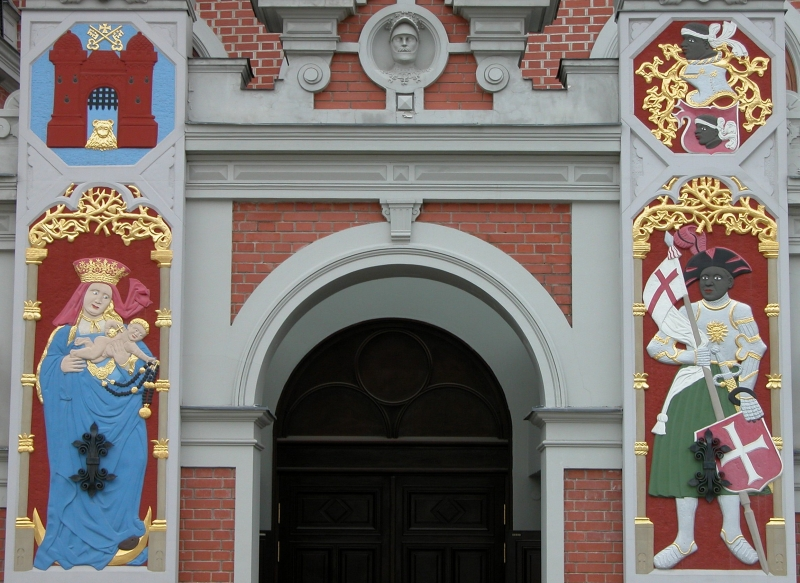
Le portail
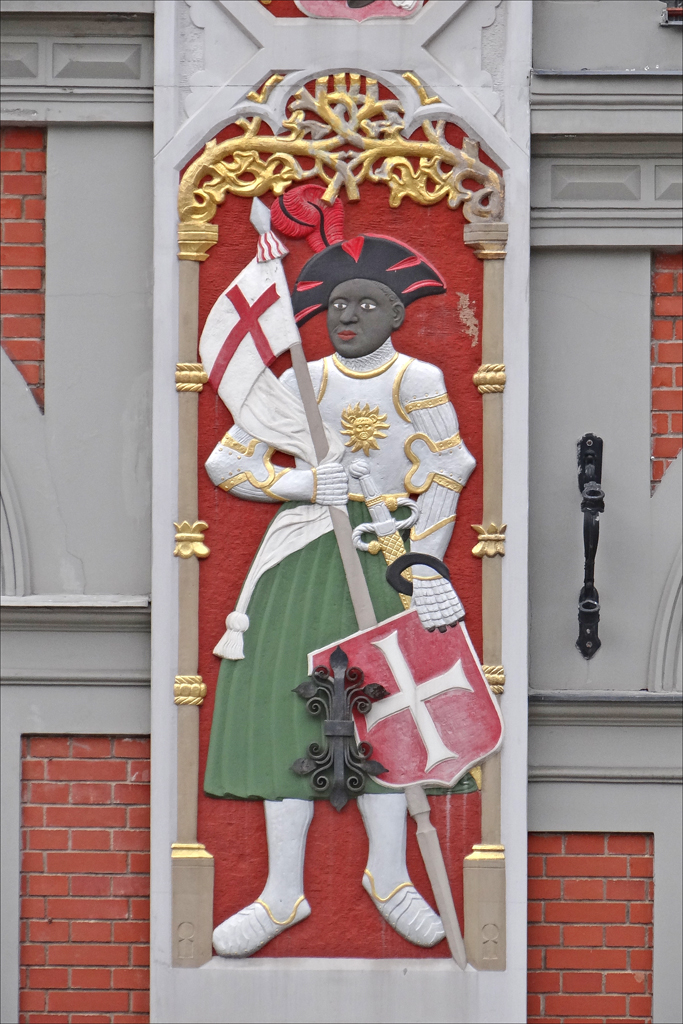
Bas-relief polychrome, à droite de la porte d'entrée, représentant Saint Maurice.
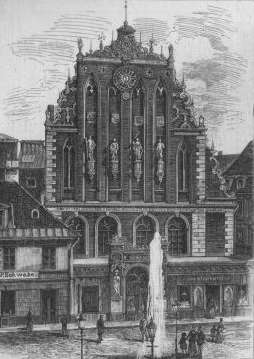
Carte postale d'une gravure sur bois de la maison des Têtes noires (1891).
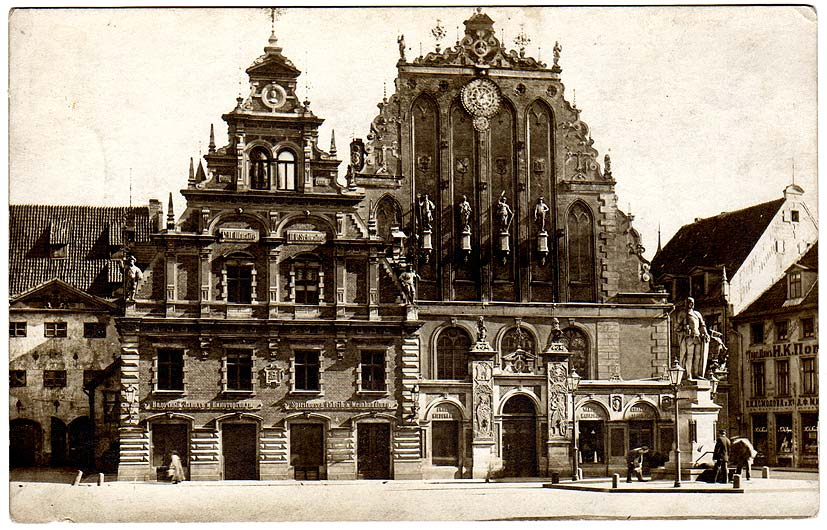
La maison des Têtes noires de Riga avant sa destruction. Photo de 1900-1918.